# Des lendemains qui scintillent
Des lendemains qui scintillent (titre original: Future Glitter) est un roman de science-fiction, écrit en 1973 par A. E. van Vogt (Canada). 
C'est un développement de la nouvelle Lui.
Une courte introduction précède le roman.

## Résumé
Dans une société totalitaire, un jeune homme idéaliste est manipulé par les autorités dans le but de découvrir le secret technologique qu'il détient de façon inconsciente. Grâce à son désir d'échapper au contrôle gouvernemental, il établira un parcours à sa mesure.